# Szent Mihály-templom (Budapest V. kerület)
A Belvárosi Szent Mihály-templom, vagy Belvárosi Szent Mihály Templomigazgatóság Angolkisasszonyok temploma Budapest Belvárosának egyik katolikus temploma.

## Története
A domonkosok Pest város déli részén 1230 körül alapított rendházat és templomot. A tatárjárás után új helyre került a templom. Itt, a domonkosok telkén gyűlt össze az az országgyűlés 1308-ban, amely királlyá választotta Károly Róbertet. 1541-ben török uralom alá került a templom, és elpusztult. A török kiűzése után 1700-1765 között építették fel a jelenleg látható barokk stílusú templomot. Az 1785 és 1786 közötti időszakra a pálosok kapták meg az épületet, mert II. József magyar király feloszlatta a domonkos rendet. Majd 1787-ben az angolkisasszonyok tanító rendje kapta meg.
Miután 1945. augusztus 19-én az amerikai hadsereg visszaadta Magyarországnak a Salzburgban megtalált Szent Jobbot, azt a Szent Mihály-templomban őrizték az Angolkisasszonyok rendjének 1950-es feloszlatásáig.

### Megrongálódások, restaurálások
- Kisebb árvizek 1799-ben és 1809-ben, majd a nagy árvíz pusztította 1838-ban, amikor a templomban két méteren állt a Duna vize. 1809-ben a templom teteje és két tornya égett le.
- 1892-ben belső felújítás, 1964-1968-ban külső felújítást végeztek. Ekkor meszelték le a mennyezet- és falképeket. 1997-1998 között teljes külső renoválás volt. A templomba óraszerkezet került.
- A szentélyt 1998-2006 között, a sekrestyét 2006-2008 között restaurálták. A templomhajó Aman József által készített mennyezeti falképek helyreállítása 2012 kezdődött.

## Művészeti élet
A templomban sok esetben gyermekek bibliai ihletésű rajzait, kollázsait kiállítják. 2004 óta Liszt Ferenc énekkar működik Farkas Mária karnagy vezetésével. Húsvéttól decemberig ingyenes, illetve belépőjegyes koncerteket szerveznek heti rendszerességgel.

## Az orgona
Az 1892-ben készült 2 manuálos, 25 regiszteres Rieger orgona felújítása 2007-ben kezdődött.
Kivitelező: Paulus Frigyes orgonaépítő mester.

## Galéria

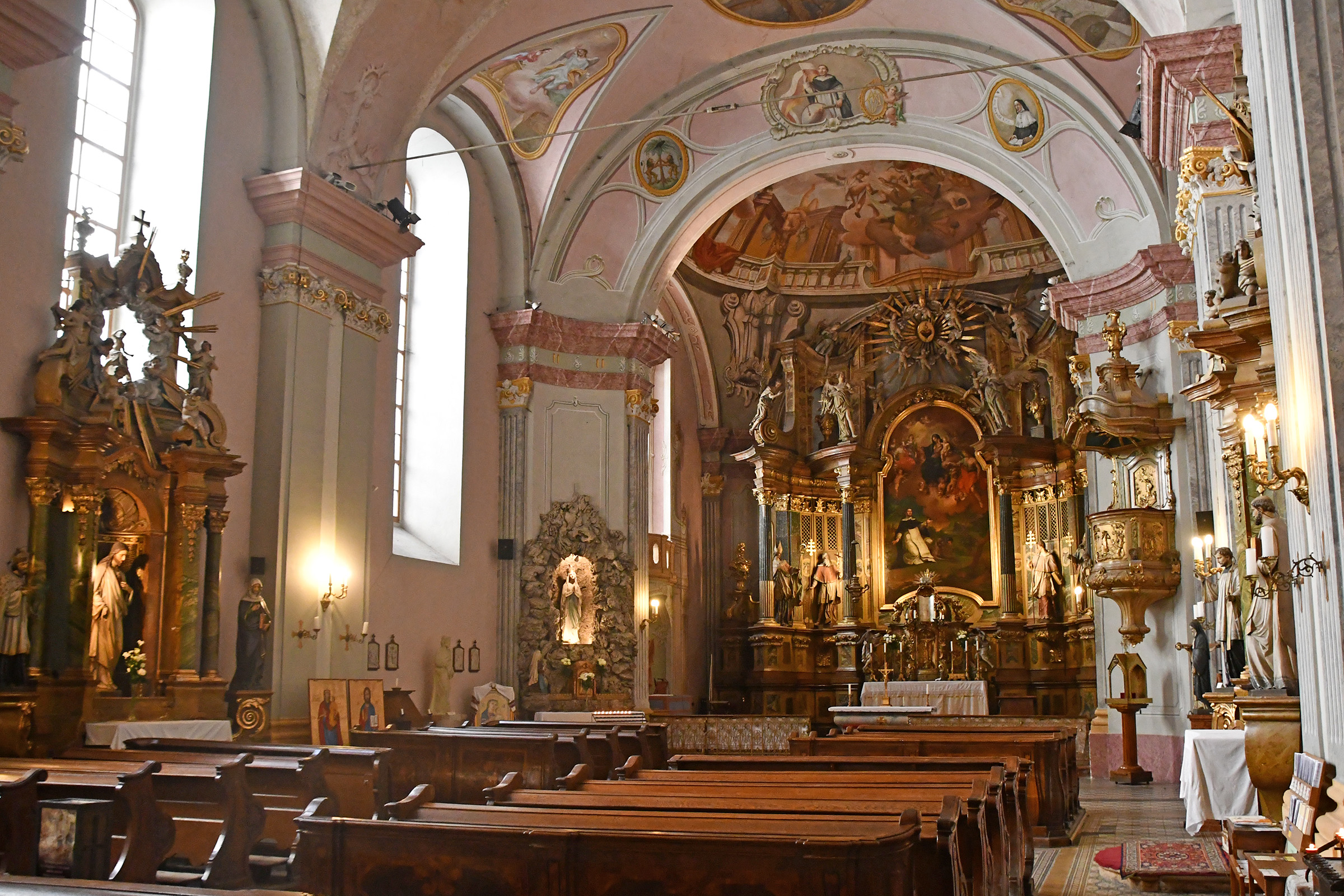
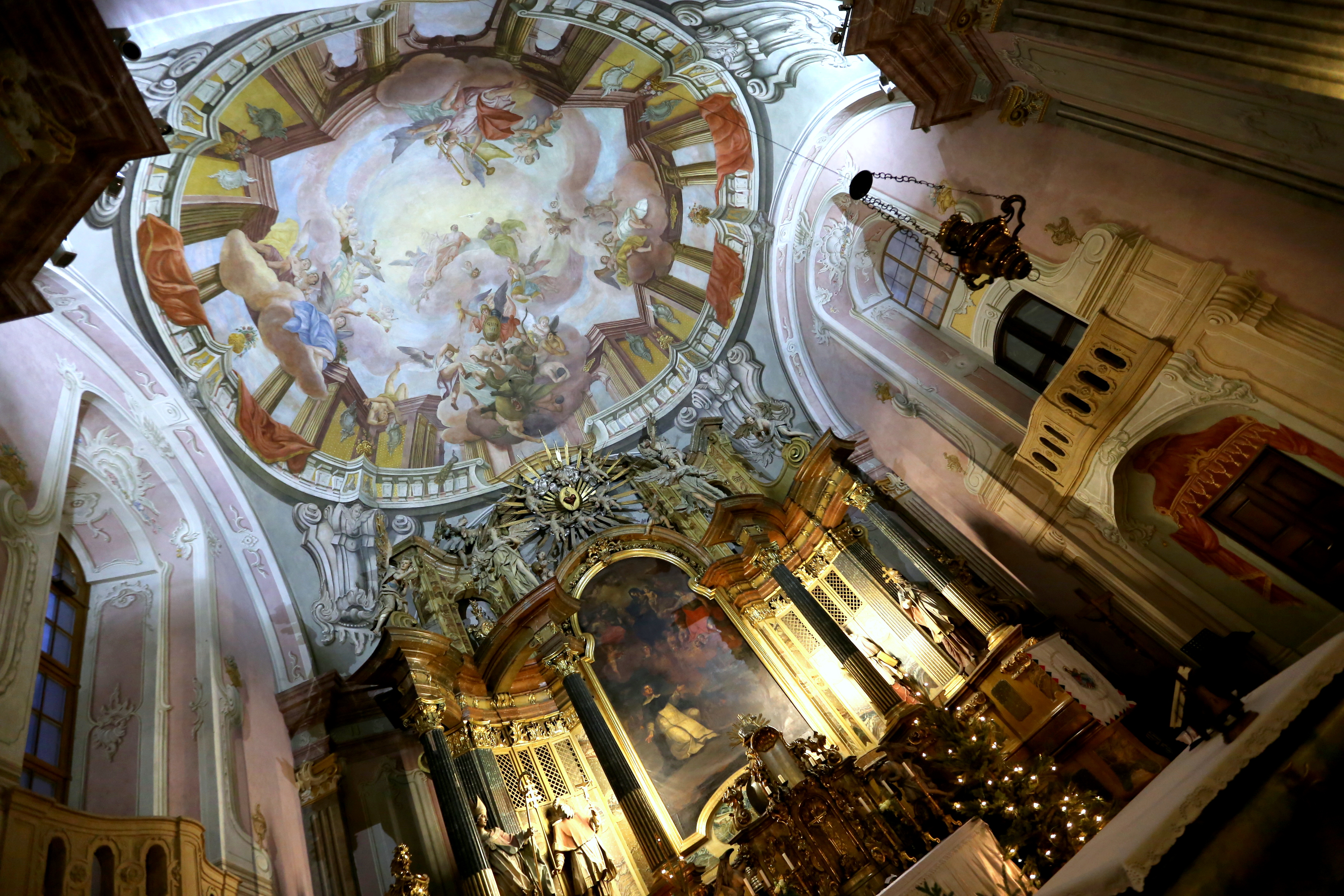
A szentélyt 2006-2008 között restaurálták.
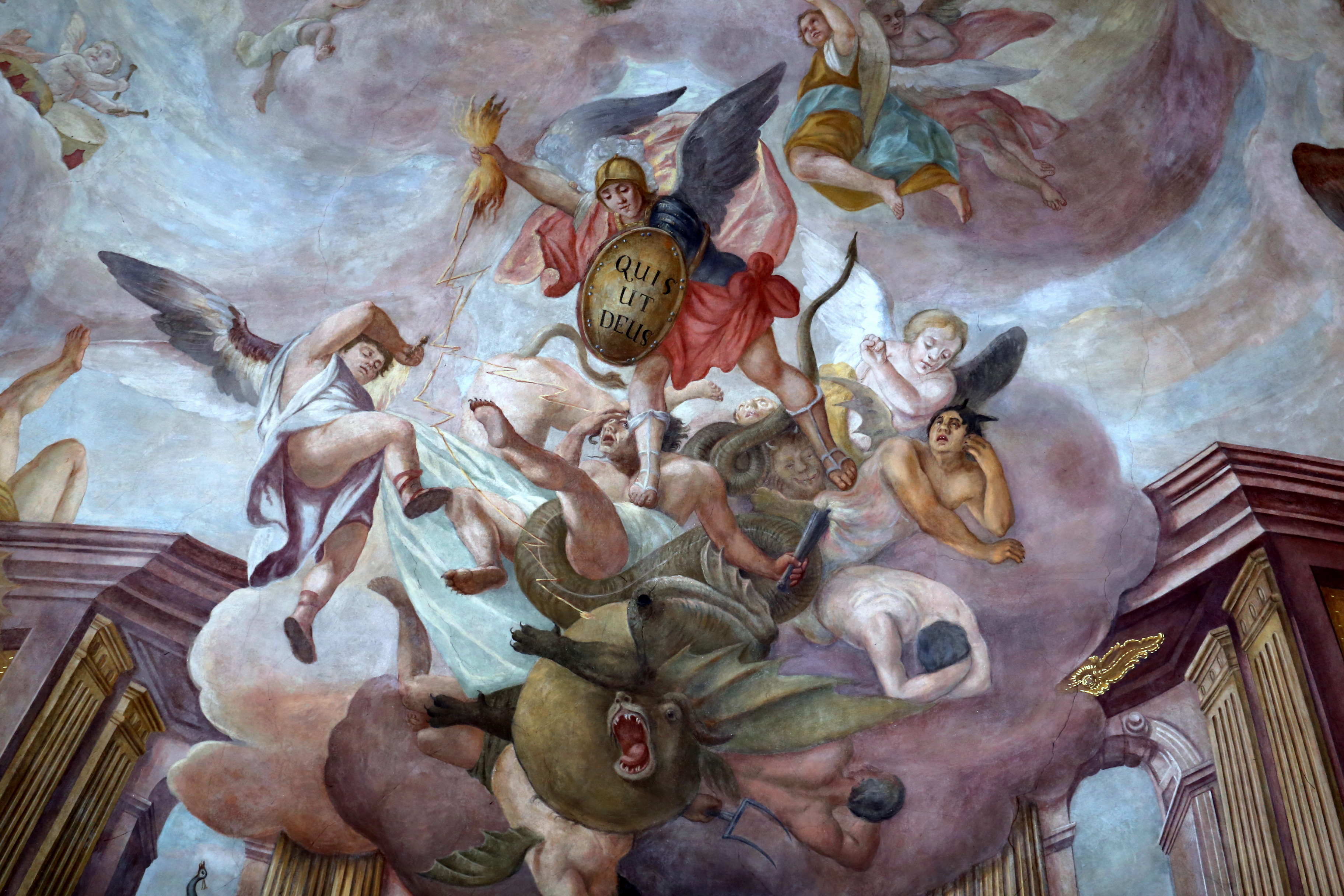
Szentély mennyezeti falkép részlet
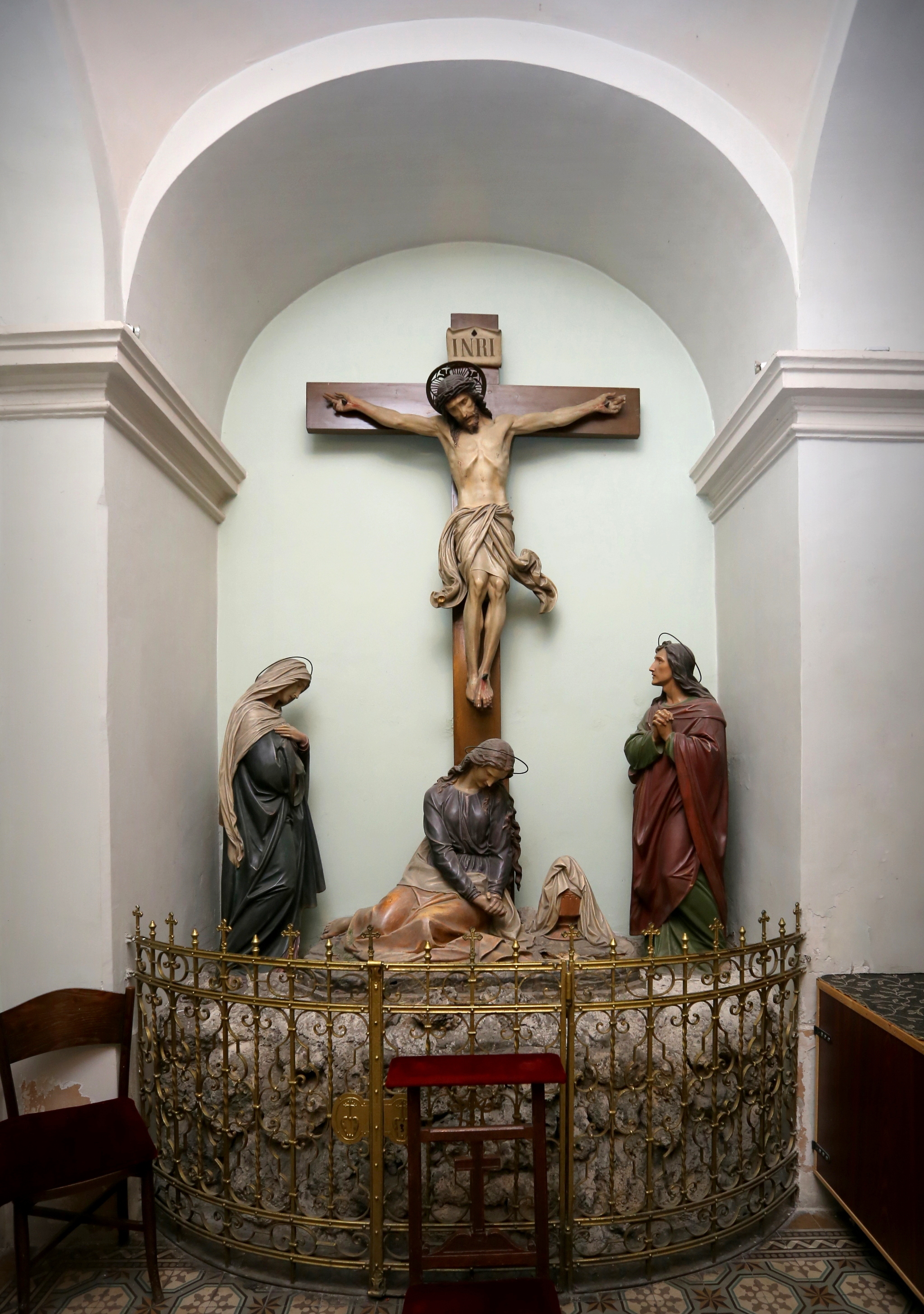
Kálvária a templom előtérében
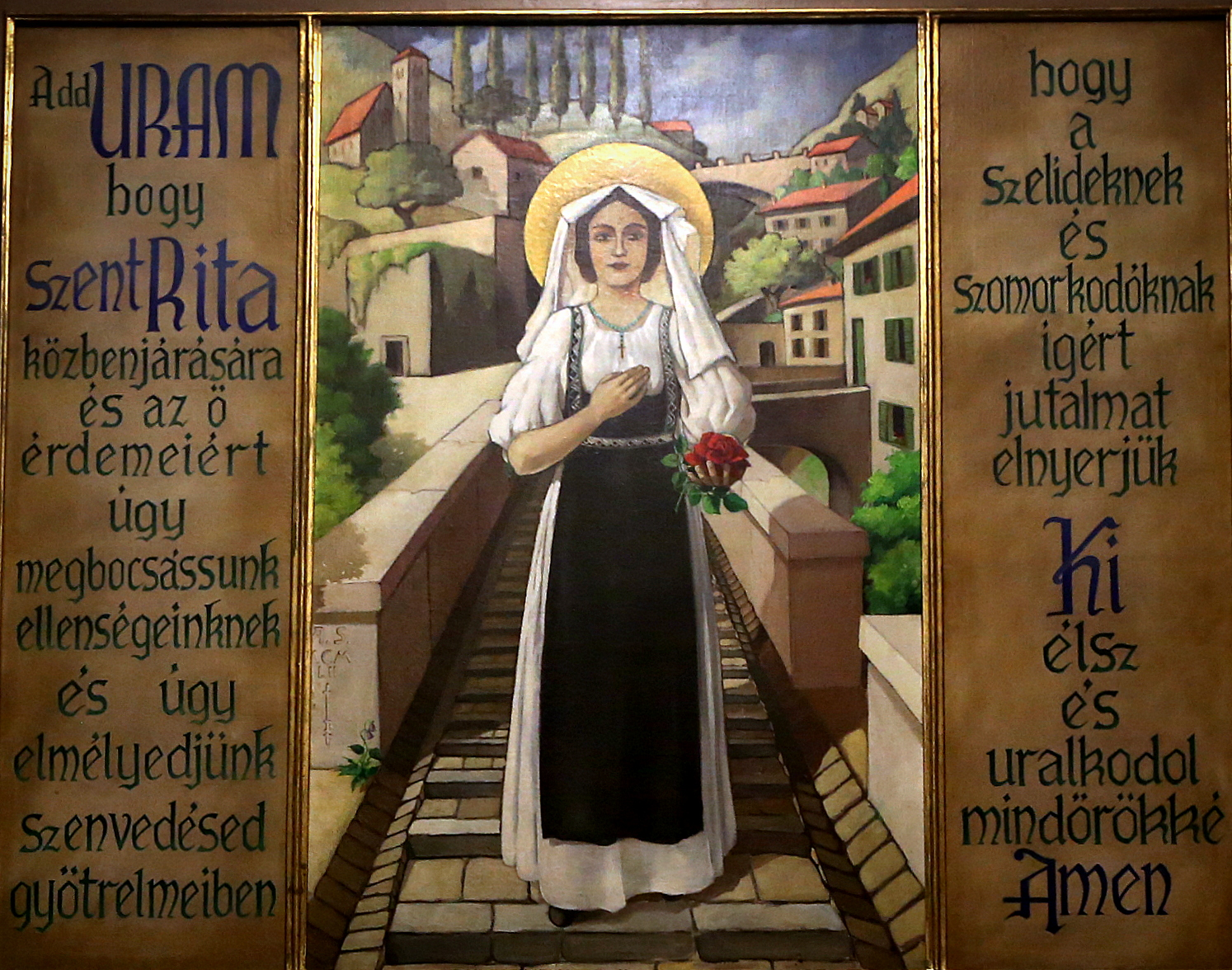
Szent Rita a templom előtérében
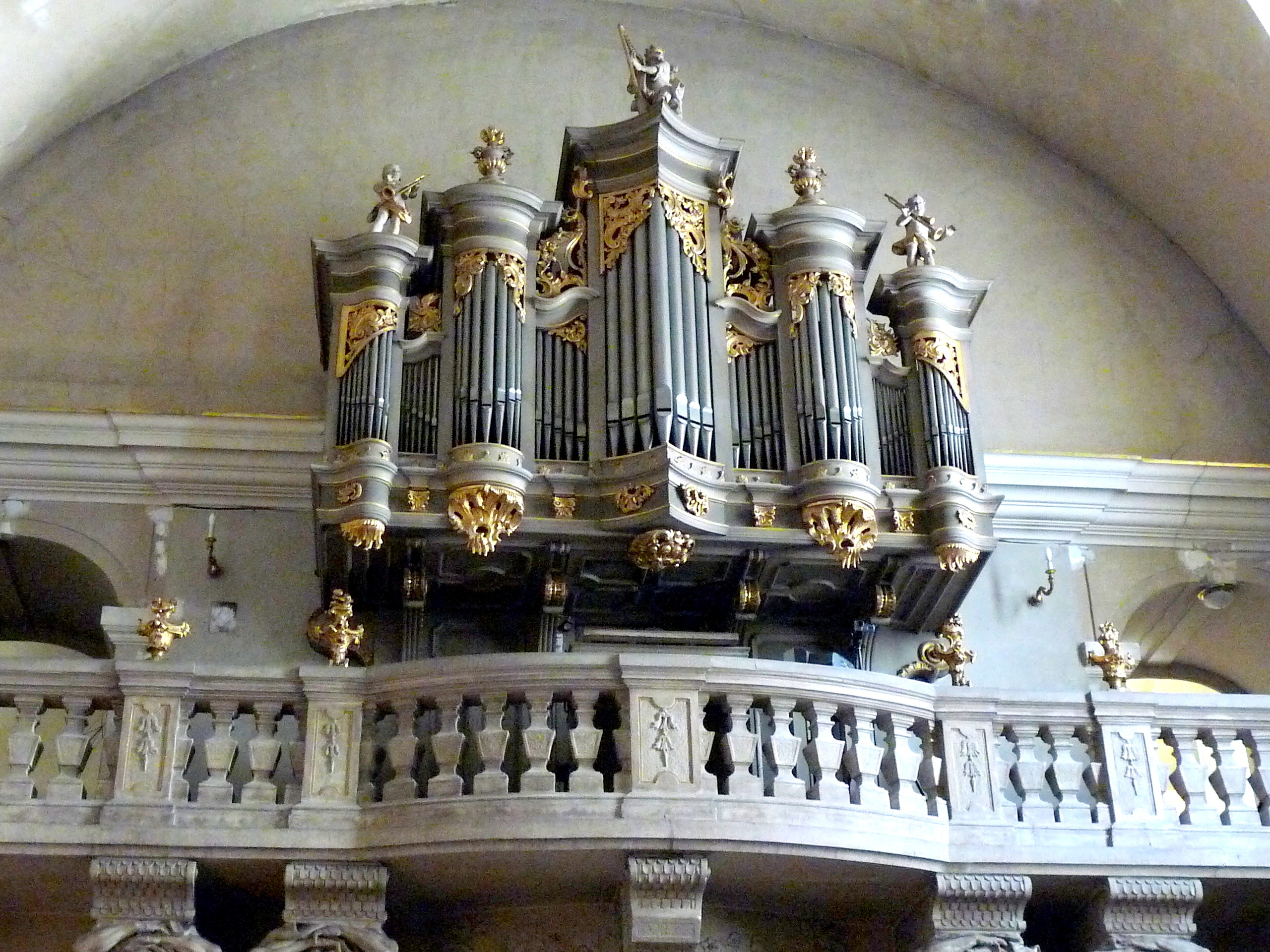